# 호스로 2세

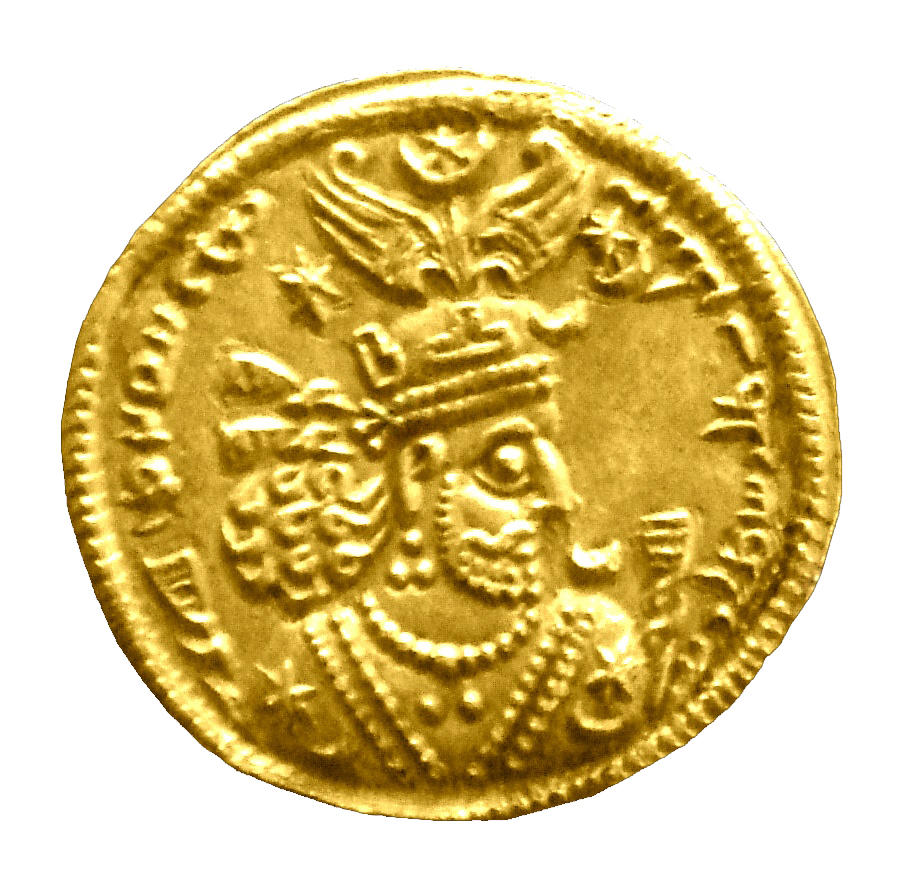
호스로 2세의 동전

호스로 2세(페르시아어: خسرو پرویز, 영어: Khosrau II, Khosrow II, Chosroes II, or Xosrov II, ? - 628년) 또는 파르베즈(영어: Parvez)는 사산 왕조 페르시아 제국의 샤이다. 호르미즈드 4세의 아들이며 호스로 1세의 손자이다.

## 집권
590년에 호스로 2세는 호르미즈드 4세의 반역에 가담한 유력자들에 의해 제위에 올랐다. 그리고 얼마 지나지 않아 호르미즈드 4세를 처형했다. 그러나 로마 제국과 싸우던 페르시아의 장군 바흐람 코빈은 자신이 왕이라고 주장하여 스스로 바흐람 6세라고 불렀다. 이 사건은 호스로 2세가 왕으로서의 통제가 어려운 상황을 불러들였다.
571년부터 시작된 로마 제국과의 전쟁은 아직도 끝나지 않고 있었다. 호스로 2세는 시리아로 도망쳤다가 콘스탄티노플의 마우리키우스 황제에게 의지하여, 왕위를 되찾기 위한 협력을 받아내었다. 그 대가로 로마는 아미다(en:Amida), 하란, 다라(en:Dara), 니시비스(en:Nisibis), 실반(Silvan, en:Miyafariqin)의 통치권을 되돌려 받았다. 로마는 그 외에도 페르시아가 조지아와 아르메니아에 간섭하게하는 것을 멈추었으며, 라지스탄(en:Lazica)을 양도받았다. 그 결과 다수의 관료, 총독, 군인등은 호스로 2세가 왕이라는 것을 인정하였다. 결국 호스로 2세는 591년에 크테시폰으로 돌아왔으며, 아제르바이잔에서 바흐람 6세를 물리쳤다. 패배한 바흐람 6세는 중앙아시아의 투르크로 물러났으나 머지않아 살해당했다. 그 후 왕권을 안정시킨 페르시아는 로마와 평화조약을 맺었다. 그리고 로마는 아르메니아와 조지아를 넘겨받았으며, 페르시아에게 정기적으로 지급하던 보조금을 중단하였다.

## 군사적 위업
호스로 2세는 집권 초기에 기독교에 대해 우호적이었다. 그러나 602년에 로마의 장군 포카스가 마우리키우스를 살해하고 제위를 찬탈하자, 호스로 2세는 로마 제국에 전쟁을 선포했다. 이 전쟁의 명분은 마우리키우스의 복수였으나, 사실상 로마의 영토를 합병하려는 속셈이라고도 볼 수 있다. 그 후 호스로 2세의 군대는 시리아와 아나톨리아를 침략했다. 그리고 608년에는 칼케돈으로 진격하였다.
613년에서 614년까지 페르시아의 장군 샤흐르바라즈는 다마스커스와 예루살렘을 점령하고 성십자가를 빼앗았다. 또한 페르시아의 장군 샤힌(en:Shahin Vahmanzadegan)은 아나톨리아로 진격하여 로마의 군대를 수없이 격퇴하였고 결국 618년에 이집트를 점령하였다. 그 와중에 로마인들은 내분에 의해 분열되었으며, 다뉴브강을 건너 제국을 침략한 아바르(en:Eurasian Avars)와 슬라브에게 압박받았다.
또한 호스로 2세는 집권중에 타론(en:Taron (historic Armenia)) 침략하였고, 사산 왕조 사상 최대의 영토를 보유하였다.
그러나 리처드 N. 프라이(en:Richard Nelson Frye)는 호스로 2세가 라흠 왕조(en:Lakhmids)의 18대 왕 누아만 3세(en:Nu'aman III)를 600년경에 감금하고 처형한 것을 이유로 페르시아가 로마 제국에 대항하는 동안 아랍인들의 지원을 받지 못한 것으로 여겨, 이것이 호스로 2세가 저지른 유일한 실수였다고 추측했다. 결국 중앙 정부는 서부 국경의 방위를 사막과 완충지대인 라흠 왕조에게 허용했다. 이것은 침략으로 인한 이라크 남부의 상실뿐만 아니라, 10년 뒤 아랍 제국의 세력에 의한 호스로 2세의 죽음을 가능하게 했다.

## 전세 역전
610년에 로마 제국에서 반란이 일어나 포카스를 처형하고 뒤를 이어 헤라클리우스가 집권하였다. 622년에 헤라클리우스는 강력한 군대로 전장을 제압하는 것이 가능했으며, 2년 뒤 메디아로 진격해 그곳의 배화신전을 파괴하였다. 그리고 626년에는 라지스탄을 점령하였다. 몇 년이 지난 뒤 페르시아의 장군 샤흐르바라즈는 칼케돈으로 진격하였으며, 페르시아의 장군 샤힌과 아바르족의 연합군과 함께 콘스탄티노플을 점령하려 하였다. 그러나 샤흐르바라즈의 책략은 실패하였으며, 그는 628년에 아나톨리아로부터 퇴각하였다.
페르시아와 남캅카스의 서돌궐과 사이에서 전쟁이 일어난 627년에, 헤라클리우스는 니네베의 전투에서 페르시아군을 격퇴하고 크테시폰으로 진격하였다. 호스로 2세는 머물고 있던 다스트게르드(Dastgerd, 바그다드 인근)에서 저항도 하지 않고 도망쳤다. 혼란을 틈타 페르시아의 귀족들 일부는 호스로 2세에 의해 감금되었던 카바드 2세를 풀어주었으며, 628년 2월 23일경의 밤에 그를 왕으로 선포하였다. 그로부터 4일 뒤 호스로 2세는 자신의 궁전에서 살해당했다. 반면 헤라클리우스는 콘스탄티노플로 돌아와 개가를 올렸으며, 629년에는 성십자가를 되찾았다. 그리고 이집트는 페르시아 집권 동안의 무정부 상태에서 벗어났다.

## 관련 문헌
- Edward Walford, The Ecclesiastical History of Evagrius: A History of the Church from AD 431 to AD 594, 1846. Reprinted 2008. Evolution Publishing, ISBN 978-1-889758-88-6

## 같이 보기
- 베히스툰 비문